# Solenopsis japonica
Solenopsis japonica é uma espécie de formiga do gênero Solenopsis, pertencente à subfamília Myrmicinae.